# أرويند سانتوس
أرويند سانتوس (بالتاغالوغية: Arwind Santos)‏ مواليد 10 يونيو 1981 في الفلبين، هو لاعب كرة سلة فلبيني. بدأ مسيرته الاحترافية في سنة 2006. يلعب في الرابطة الفلبينية لكرة السلة. يحمل الرقم 29. يبلغ طوله 6 قدم 4 بوصة (1.9 م). مثّل منتخب بلاده.

## روابط خارجية
- أرويند سانتوس على موقع IMDb (الإنجليزية)